# Valeriana occidentalis
Valeriana occidentalis är en kaprifolväxtart som beskrevs av A. A. Heller. Valeriana occidentalis ingår i släktet vänderötter, och familjen kaprifolväxter. Inga underarter finns listade i Catalogue of Life.